# U-21-Fußball-Afrikameisterschaft 1991/Qualifikation
Die Qualifikation zur U-21-Fußball-Afrikameisterschaft 1991 wurde ausgetragen, um die sieben Endrundenteilnehmer neben Gastgeber Ägypten zu ermitteln. Die Spiele fanden zwischen dem 10. August und dem 11. November 1990 statt.

## Modus
Die gemeldeten Mannschaften ermittelten in zwei Qualifikationsrunden im K.-o.-System mit Hin- und Rückspielen die sieben Teilnehmer neben Gastgeber Ägypten. Bei Torgleichheit entschied die Auswärtstorregel über das Weiterkommen. Herrschte hier ebenso Gleichstand, wurde ohne vorherige Verlängerung ein Elfmeterschießen durchgeführt.

## Erste Runde
Die Hinspiele wurden zwischen dem 10. und 13. August, die Rückspiele zwischen dem 25. und 30. August 1990 ausgetragen.
|                              | Gesamt    |                     | Hinspiel | Rückspiel |
| ---------------------------- | --------- | ------------------- | -------- | --------- |
| Mauretanien                  | 1:3       | Marokko             | 1:2      | 0:1       |
| Niger                        | 1:2       | Tunesien            | 1:1      | 0:1       |
| Sierra Leone                 | 1:0       | Senegal             | 1:0      | 0:0       |
| Benin                        | 1:2       | Elfenbeinküste      | 0:2      | 1:0       |
| Guinea                       | :         | Gambia              | 2:0      | 3:0       |
| Lesotho                      | 0:1       | Sambia              | 0:0      | 0:1       |
| Zentralafrikanische Republik | :         | Gabun               | 1:1      | :         |
| Äthiopien                    | (a)4:4(a) | Uganda              | 2:1      | 2:3       |
| Togo                         | :         | Burkina Faso        | :        | :         |
| Ghana                        | :         | Liberia             | :        | :         |
| Kamerun                      | :         | Volksrepublik Kongo | :        | :         |
| Simbabwe                     | :         | Mauritius           | :        | :         |

Zentralafrika, Burkina Faso, Liberia, Kongo und Mauritius zogen ihre Mannschaft zurück, Guinea wurde disqualifiziert. Algerien und Mali hatten spielfrei.

## Zweite Runde
Die Hinspiele wurden am 27. und 28. Oktober 1990, die Rückspiele am 11. November 1990 ausgetragen.
|              | Gesamt    |                | Hinspiel | Rückspiel |
| ------------ | --------- | -------------- | -------- | --------- |
| Marokko      | 2:4       | Tunesien       | 1:2      | 1:2       |
| Sierra Leone | (a)3:3(a) | Elfenbeinküste | 3:1      | 0:2       |
| Mali         | 0:6       | Ghana          | 0:0      | 0:6       |
| Gambia       | 0:5       | Kamerun        | 0:4      | 0:1       |
| Sambia       | :         | Gabun          | 1:1      | 2:3       |
| Simbabwe     | 2:4       | Äthiopien      | 1:1      | 1:3       |
| Algerien     | :         | Togo           | :        | :         |

Togo zog seine Mannschaft zurück, Gabun wurde disqualifiziert.

## Ergebnis
Tunesien, die Elfenbeinküste, Ghana, Kamerun, Sambia, Äthiopien und Algerien qualifizierten sich für die Endrunde.